# Dan Ekborg
Dan Ekborg est un acteur suédois, né le 23 novembre 1955 à Storkyrkoförsamlingen.

## Biographie
Il étudie à l'école de théâtre de Stockholm dans les années 1970.

## Filmographie partielle

### Cinéma
- 1982 : Les Jönsson et Harry la Dynamite : Gren
- 1986 : Les Jönsson sont de retour : Gren
- 1989 : Les Jönsson à Majorque : Gren
- 1999 : Happy Christmas! (Tomten är far till alla barnen)
- 2000 : Jönssonligan spelar högt : le ténor Bajron

### Télévision
- 2007 : August : Frans Hedberg
- 2010 : Stjärnorna på slottet, avec Marie Göranzon
- 2011 : Gustafsson 3 tr : Skarbom
- 2016 : Renées brygga, avec Ewa Fröling et Ara Abrahamian
- 2021 : Complètement à cran : Roger

## Doublage
- 1992 : Aladdin : le Génie
- 1997 : Hercule : Hadès
- 2017 : Paddington 2 : « Knuckles » McGinty

## Distinctions
- Nomination au Prix Guldbagge en 2000 pour son rôle dans Tomten är far till alla barnen
- Nomination au Prix Guldbagge en 2008 pour son rôle dans Se upp för dårarna
- Lauréat du prix Litteris et Artibus 2010